# Kurt Roberts
Kurt Roberts (ur. 20 lutego 1988 w Lancaster) – amerykański lekkoatleta, kulomiot.

## Osiągnięcia
| Rok  | Impreza                       | Miejsce  | Lokata            | Wynik |
| ---- | ----------------------------- | -------- | ----------------- | ----- |
| 2010 | Młodzieżowe mistrzostwa NACAC | Miramar  | 1. miejsce        | 18,60 |
| 2014 | Halowe mistrzostwa świata     | Sopot    | el. – 10. miejsce | 20,17 |
| 2016 | Halowe mistrzostwa świata     | Portland | 19. miejsce       | 17,94 |

Złoty medalista mistrzostw Stanów Zjednoczonych.

## Rekordy życiowe
- Pchnięcie kulą (stadion) – 21,47 (2014)
- Pchnięcie kulą (hala) – 21,57 (2016)